# La Poterie-Mathieu
La Poterie-Mathieu település Franciaországban, Eure megyében. Lakosainak száma 166 fő (2022. január 1.). La Poterie-Mathieu Épaignes, Lieurey, La Noë-Poulain és Saint-Siméon községekkel határos.

## Népesség
A település népességének változása:
| Lakosok száma | 124  | 149  | 126  | 137  | 172  | 176  | 169  | 164  | 164  | 166  |
|               | 1968 | 1982 | 1990 | 2006 | 2013 | 2015 | 2017 | 2019 | 2020 | 2022 |